# Viola lutea
Viola lutea Huds., 1762 è una specie appartenente alla famiglia delle Violacee.

## Descrizione
La specie è stata descritta per la prima volta da William Hudson nel suo Flora Anglica del 1762. La viola lutea cresce fino a un'altezza di circa 20 centimetri. I suoi fiori hanno un diametro di 20–35 mm e in genere hanno una colorazione gialla, sebbene alcuni esemplari possano avere invece fiori blu, viola o maculati.

## Distribuzione e habitat
Il suo areale è compreso nell'Europa centrale e nord-occidentale, le Isole britanniche e Austria; una sottospecie cresce più a est, dall'Ungheria fino ai Balcani.